# Електронна гармата

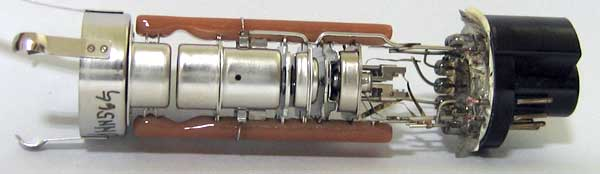
Електронно-оптична система (електронна гармата) кольорового кінескопа

Електро́нна гарма́та або електронний прожектор — вузол електронно-променевого приладу, призначений для формування спрямованого пучка електронів. Правильна (класична) назва цього вузла, загальноприйнята в науці і техніці, - електронно-оптична система (ЕОС). Головні функції електронної гармати: формування електронного пучка заданого перерізу у визначеному діапазоні струмів пучка і забезпечення можливості керування величиною струму пучка.
Найпростіша електронна гармата складається з катода і розташованої поряд електростатичної лінзи, призначеної для формування спрямованого пучка. Випромінювання електронів з катода відбувається за рахунок термоелектронної емісії. Потік електронів формується лінзою в пучок і рухається до анода. Анод часто робиться із отвором, пройшовши крізь який електрони за інерцією рухаються далі до другого анода — колектора. Електронні гармати подібної конструкції використовувалися в перших електронно-променевих трубках. Крім того електронні гармати такої конструкції використовуються в електровакуумних приладах, де не виставляються спеціальні вимоги до якості фокусування електронного пучка, наприклад у лампах біжної хвилі.
Електронні гармати для сучасних електронно-променевих трубок мають складнішу конструкцію, в якій потік електронів, які емітуються катодом, формується у пучок співвісною системою електростатичних лінз. Завдяки тому, що траєкторія руху електронів в системі електростатичних лінз подібна до ходу променів світла в системі оптичних лінз, електронні гармати стали називати електронно-оптичними системами або скорочено ЕОС.
Електронні гармати використовуються в різноманітних електронно-променевих приладах: ЕПТ (зокрема в кінескопах телевізорів), електронних мікроскопах, прискорювачах і є одним з найважливіших вузлів цих приладів.
В залежності від кількості сформованих електронних пучків, інтенсивністю яких можна керувати окремо і незалежно, електронно-оптичні системи поділяються на однопроменеві (однопучкові) та багатопроменеві (багатопучкові). Прикладом багатопроменевої ЕОС є трьохпроменева електронно-оптична система кінескопа для відтворення кольорового зображення.

## Будова і принцип роботи

Будова електронної гармати з циліндром Венельта:
➀ Катод
➁ Циліндр Венельта
➂ Анод